# 猫冠状病毒
猫冠状病毒（Feline coronavirus、FCoV）是甲型冠狀病毒屬的一種病毒，是以猫为宿主的冠狀病毒，普遍存在於世界各地。90%以上的猫也带有冠状病毒。这种病毒属于甲型冠状病毒一型（Alphacoronavirus 1），該物種除猫冠状病毒外還包括犬冠状病毒。猫冠状病毒又可分為兩型，一型是感染肠道的猫肠道冠状病毒（Feline enteric coronavirus、FECV），另一型是引起猫传染性腹膜炎的猫传染性腹膜炎病毒（Feline infectious peritonitis virus、FIPV）。
猫冠状病毒通常由健康的猫排泄在粪便中，并通过粪口途径传播给其他猫。在有多只猫的环境中，这种病毒的传播速率远远高于单只猫的环境。FECV通常不會造成嚴重症狀，但其變異為FIPV後会导致猫传染性腹膜炎，对于这种疾病的治疗通常只有针对症状和缓和医疗，不過吉利德（Gilead）公司研發的GS-441524（瑞德西韋之前体药物）對此可能具有療效。